# Liste der Lieder von George Harrison
Die Liste der Lieder von George Harrison (1943–2001) enthält von dem britischen Pop-Rock-Sänger veröffentlichte Liedtitel.
Singleauskopplungen und Coverversionen sind fett markiert.
| Titel                                                                   | Album                                                                      | Jahr      | Autor / Autoren                                                            | Anmerkungen                                                         |
| ----------------------------------------------------------------------- | -------------------------------------------------------------------------- | --------- | -------------------------------------------------------------------------- | ------------------------------------------------------------------- |
| 7 Deadly Sins                                                           | Traveling Wilburys Vol. 3                                                  | 1990      | George Harrison, Jeff Lynne, Bob Dylan, Tom Petty, Roy Orbison             | feat. Traveling Wilburys                                            |
| A Bit More Of You                                                       | Extra Texture (Read All About It)                                          | 1975      | George Harrison                                                            |                                                                     |
| A Hard Rain’s A-Gonna Fall Live                                         | The Concert for Bangla Desh                                                | 1972      | Bob Dylan                                                                  |                                                                     |
| Abandoned Love                                                          |                                                                            | 2012      | Bob Dylan                                                                  |                                                                     |
| Absolutely Sweet Marie Live                                             | Bob Dylan – The 30th Anniversary Celebration Concert                       | 1993      | Bob Dylan 1966                                                             |                                                                     |
| Alap Live                                                               | Collaborations – Music Festival from India – Live at the Royal Albert Hall | 1974      | Ravi Shankar                                                               | feat. Ravi Shankar                                                  |
| All I Have to Do Is Dream (+Bob Dylan)                                  | 50th Anniversary Collection – 1970                                         | 1970      | Boudleaux Bryant (The Everly Brothers 1958)                                |                                                                     |
| All Things Must Pass                                                    | All Things Must Pass                                                       | 1970      | George Harrison (The Beatles 1969)                                         |                                                                     |
| All Those Years Ago                                                     | Somewhere In England                                                       | 1981      | George Harrison                                                            |                                                                     |
| Almost Shankara                                                         | Wonderwall Music                                                           | 1968      | George Harrison                                                            |                                                                     |
| Any Road                                                                | Brainwashed                                                                | 2002      | George Harrison                                                            |                                                                     |
| Apple Scruffs                                                           | All Things Must Pass                                                       | 1970      | George Harrison                                                            |                                                                     |
| Art Of Dying                                                            | All Things Must Pass                                                       | 1970      | George Harrison                                                            |                                                                     |
| Asato Maa                                                               | Collaborations – Chants of India                                           | 1997      | Ravi Shankar                                                               | feat. Ravi Shankar                                                  |
| Awaiting On You All                                                     | All Things Must Pass                                                       | 1970      | George Harrison                                                            |                                                                     |
| Awakening                                                               | Collaborations – Shankar Family & Friends                                  | 1974      | Ravi Shankar                                                               | feat. Ravi Shankar                                                  |
| Baby Don't Run Away                                                     | Gone Troppo                                                                | 1982      | George Harrison                                                            |                                                                     |
| Baltimore Oriole                                                        | Somewhere In England                                                       | 1981      | Paul Francis Webster (Hoagy Carmichael 1944)                               |                                                                     |
| Band Introduction Live                                                  | The Concert For Bangladesh                                                 | 1971      | George Harrison                                                            |                                                                     |
| Bangla Desh                                                             | Living In The Material World                                               | 1971      | George Harrison                                                            |                                                                     |
| Bangla Dhun Live                                                        | The Concert for Bangla Desh                                                | 1972      | Ravi Shankar                                                               | feat. Ravi Shankar                                                  |
| Be Here Now                                                             | Living In The Material World                                               | 1973      | George Harrison                                                            |                                                                     |
| Beautiful Girl                                                          | Thirty-Three & 1/3                                                         | 1976      | George Harrison                                                            |                                                                     |
| Behind That Locked Door                                                 | All Things Must Pass                                                       | 1970      | George Harrison                                                            |                                                                     |
| Between The Devil And The Deep Blue Sea                                 | Brainwashed                                                                | 2002      | Harold Arlen, Ted Koehler (Aida Ward 1931)                                 |                                                                     |
| Beware Of Darkness                                                      | All Things Must Pass                                                       | 1970      | George Harrison                                                            |                                                                     |
| Bhajan                                                                  | Collaborations – Ravi Shankar’s Music Festival from India                  | 1974      | Ravi Shankar                                                               | feat. Ravi Shankar                                                  |
| Blood From A Clone                                                      | Somewhere In England                                                       | 1981      | George Harrison                                                            |                                                                     |
| Blow Away                                                               | George Harrison                                                            | 1979      | George Harrison                                                            |                                                                     |
| Blowin’ in the Wind Live                                                | The Concert for Bangla Desh                                                | 1972      | Bob Dylan                                                                  |                                                                     |
| Brainwashed                                                             | Brainwashed                                                                | 2002      | George Harrison                                                            |                                                                     |
| Breath Away From Heaven                                                 | Cloud Nine                                                                 | 1987      | George Harrison                                                            |                                                                     |
| Bye Bye Love                                                            | Dark Horse                                                                 | 1974      | Boudleaux Bryant, Felice Bryant (The Everly Brothers 1957)                 |                                                                     |
| Can't Stop Thinking About You                                           | Extra Texture (Read All About It)                                          | 1975      | George Harrison                                                            |                                                                     |
| Chaturang                                                               | Collaborations – Ravi Shankar’s Music Festival from India                  | 1974      | Ravi Shankar                                                               | feat. Ravi Shankar                                                  |
| Chaturang (Raga Yaman Kalyan in Tala Teental) Live                      | Collaborations – Music Festival from India – Live at the Royal Albert Hall | 1974      | Ravi Shankar                                                               | feat. Ravi Shankar                                                  |
| Cheer Down                                                              | Best Of Dark Horse 1976–1989                                               | 1989      | George Harrison, Tom Petty                                                 |                                                                     |
| Circles                                                                 | Gone Troppo                                                                | 1982      | George Harrison                                                            |                                                                     |
| Cloud 9                                                                 | Cloud Nine                                                                 | 1987      | George Harrison                                                            |                                                                     |
| Cockamamie Business                                                     | Best Of Dark Horse 1976–1989                                               | 1989      | George Harrison                                                            |                                                                     |
| Come on in My Kitchen Live                                              | The Concert for Bangla Desh                                                | 1972      | Robert Johnson                                                             |                                                                     |
| Congratulations                                                         | Traveling Wilburys Vol. 1                                                  | 1988      | George Harrison, Jeff Lynne, Bob Dylan, Tom Petty, Roy Orbison             | feat. Traveling Wilburys                                            |
| Cool Dry Place                                                          | Traveling Wilburys Vol. 3                                                  | 1990      | George Harrison, Jeff Lynne, Bob Dylan, Tom Petty, Roy Orbison             | feat. Traveling Wilburys                                            |
| Cowboy Music                                                            | Wonderwall Music                                                           | 1968      | George Harrison                                                            |                                                                     |
| Crackerbox Palace                                                       | Thirty-Three & 1/3                                                         | 1976      | George Harrison                                                            |                                                                     |
| Crying                                                                  | Wonderwall Music                                                           | 1968      | George Harrison                                                            |                                                                     |
| Dark Horse                                                              | Dark Horse                                                                 | 1974      | George Harrison                                                            |                                                                     |
| Dark Sweet Lady                                                         | George Harrison                                                            | 1979      | George Harrison                                                            |                                                                     |
| Dear One                                                                | Thirty-Three & 1/3                                                         | 1976      | George Harrison                                                            |                                                                     |
| Deep Blue                                                               | Living In The Material World (Wiederveröffentlichung)                      | 2014      | George Harrison                                                            | B-Seite der Single Bangla Desh (1971)                               |
| Dehati                                                                  | Collaborations – Ravi Shankar’s Music Festival from India                  | 1974      | Ravi Shankar                                                               | feat. Ravi Shankar                                                  |
| Despair & Sorrow (Rāga Marwā)                                           | Collaborations – Shankar Family & Friends                                  | 1974      | Ravi Shankar                                                               | feat. Ravi Shankar                                                  |
| Devil’s Radio                                                           | Cloud Nine                                                                 | 1987      | George Harrison                                                            |                                                                     |
| Dhamar                                                                  | Collaborations – Ravi Shankar’s Music Festival from India                  | 1974      | Ravi Shankar                                                               | feat. Ravi Shankar                                                  |
| Dhamar (Raga Vasanta in Tala Dhamar) Live                               | Collaborations – Music Festival from India – Live at the Royal Albert Hall | 1974      | Ravi Shankar                                                               | feat. Ravi Shankar                                                  |
| Ding Dong, Ding Dong                                                    | Dark Horse                                                                 | 1974      | George Harrison                                                            |                                                                     |
| Dirty World                                                             | Traveling Wilburys Vol. 1                                                  | 1988      | George Harrison, Jeff Lynne, Bob Dylan, Tom Petty, Roy Orbison             | feat. Traveling Wilburys                                            |
| Disillusionment & Frustration                                           | Collaborations – Shankar Family & Friends                                  | 1974      | Ravi Shankar                                                               | feat. Ravi Shankar                                                  |
| Dispute & Violence                                                      | Collaborations – Shankar Family & Friends                                  | 1974      | Ravi Shankar                                                               | feat. Ravi Shankar                                                  |
| Don't Let Me Wait Too Long                                              | Living In The Material World                                               | 1973      | George Harrison                                                            |                                                                     |
| Dream Away                                                              | Gone Troppo                                                                | 1981      | George Harrison                                                            |                                                                     |
| Dream Scene                                                             | Wonderwall Music                                                           | 1968      | George Harrison                                                            |                                                                     |
| Drilling A Home                                                         | Wonderwall Music                                                           | 1968      | George Harrison                                                            |                                                                     |
| End of the Line                                                         | Traveling Wilburys Vol. 1                                                  | 1988      | George Harrison, Jeff Lynne, Bob Dylan, Tom Petty, Roy Orbison             | feat. Traveling Wilburys                                            |
| Everybody’s Trying to Be My Baby                                        | Blue Suede Shoes – A Rockabilly Session                                    | 1985      | Carl Perkins                                                               | feat. Carl Perkins, Dave Edmunds                                    |
| Fantasy Sequins                                                         | Wonderwall Music                                                           | 1968      | George Harrison                                                            |                                                                     |
| Far East Man                                                            | Dark Horse                                                                 | 1974      | George Harrison, Ron Wood                                                  |                                                                     |
| Faster                                                                  | George Harrison                                                            | 1979      | George Harrison                                                            |                                                                     |
| Festivity & Joy                                                         | Collaborations – Shankar Family & Friends                                  | 1974      | Ravi Shankar                                                               | feat. Ravi Shankar                                                  |
| Fish On The Sand                                                        | Cloud Nine                                                                 | 1987      | George Harrison                                                            |                                                                     |
| Flying Hour                                                             | Somewhere In England                                                       | 1981      | George Harrison, Mick Ralphs                                               |                                                                     |
| Far East Man                                                            | Dark Horse                                                                 | 1974      | George Harrison (Ron Wood 1974)                                            |                                                                     |
| For You Blue                                                            | Best Of Dark Horse 1976–1989                                               | 1970      | George Harrison                                                            | feat. The Beatles                                                   |
| For You Blue Live                                                       | Songs by George Harrison                                                   | 1988      | George Harrison                                                            |                                                                     |
| Gaayatri                                                                | Collaborations – Chants of India                                           | 1997      | Ravi Shankar                                                               | feat. Ravi Shankar                                                  |
| Gat Kirwani                                                             | Wonderwall Music                                                           | 1968      | George Harrison                                                            |                                                                     |
| Geetaa                                                                  | Collaborations – Chants of India                                           | 1997      | Ravi Shankar                                                               | feat. Ravi Shankar                                                  |
| Get Back                                                                | All Things Must Pass (50th Anniversary)                                    |           | John Lennon, Paul McCartney (The Beatles with Billy Preston)               |                                                                     |
| Give Me Love (Give Me Peace On Earth)                                   | Living In The Material World                                               | 1973      | George Harrison                                                            |                                                                     |
| Glad All Over                                                           | Blue Suede Shoes – A Rockabilly Session                                    | 1985      | Carl Perkins                                                               | feat. Carl Perkins                                                  |
| Glass Box                                                               | Wonderwall Music                                                           | 1968      | George Harrison                                                            |                                                                     |
| Gone Troppo                                                             | Gone Troppo                                                                | 1982      | George Harrison                                                            |                                                                     |
| Got My Mind Set On You                                                  | Cloud Nine                                                                 | 1987      | Rudy Clark (James Ray 1961)                                                |                                                                     |
| Greasy Legs                                                             | Wonderwall Music                                                           | 1968      | George Harrison                                                            |                                                                     |
| Greece                                                                  | Gone Troppo                                                                | 1982      | George Harrison                                                            |                                                                     |
| Grey Cloudy Lies                                                        | Extra Texture (Read All About It)                                          | 1975      | George Harrison                                                            |                                                                     |
| Guru Vandana                                                            | Wonderwall Music                                                           | 1968      | George Harrison                                                            |                                                                     |
| Handle with Care                                                        | Traveling Wilburys Vol. 1                                                  | 1988      | George Harrison, Jeff Lynne, Bob Dylan, Tom Petty, Roy Orbison             | feat. Traveling Wilburys                                            |
| Hari Om                                                                 | Collaborations – Chants of India                                           | 1997      | Ravi Shankar                                                               | feat. Ravi Shankar                                                  |
| Hari’s On Tour (Express)                                                | Dark Horse                                                                 | 1974      | George Harrison                                                            |                                                                     |
| Heading for the Light                                                   | Traveling Wilburys Vol. 1                                                  | 1988      | George Harrison, Jeff Lynne, Bob Dylan, Tom Petty, Roy Orbison             | feat. Traveling Wilburys                                            |
| Hear Me Lord                                                            | All Things Must Pass                                                       | 1970      | George Harrison                                                            |                                                                     |
| Here Comes The Moon                                                     | George Harrison                                                            | 1979      | George Harrison                                                            |                                                                     |
| Here Comes the Sun Live                                                 | The Concert for Bangla Desh                                                | 1972      | George Harrison (The Beatles 1969)                                         |                                                                     |
| His Name Is Legs (Ladies & Gentlemen)                                   | Extra Texture (Read All About It)                                          | 1975      | George Harrison                                                            |                                                                     |
| Homeward Bound                                                          | Romanian Angel Appeal                                                      | 1990      | Paul Simon (Chad and Jeremy 1965)                                          | feat. Paul Simon                                                    |
| Hong Kong Blues                                                         | Somewhere In England                                                       | 1981      | Hoagy Carmichael 1938                                                      |                                                                     |
| Horse To The Water                                                      | Small World Big Band                                                       | 2001      | George Harrison, Dhani Harrison                                            | feat. Jools Holland & His Rhythm & Blues Orchestra                  |
| Hottest Gong In Town                                                    | Songs by George Harrison 2                                                 | 1992      | George Harrison                                                            |                                                                     |
| Hymns from the Vedas Live                                               | Collaborations – Music Festival from India – Live at the Royal Albert Hall | 1974      | Ravi Shankar                                                               | feat. Ravi Shankar                                                  |
| I Am Missing You                                                        | Collaborations – Shankar Family & Friends                                  | 1974      | Ravi Shankar                                                               | feat. Ravi Shankar                                                  |
| I Dig Love                                                              | All Things Must Pass                                                       | 1970      | George Harrison                                                            |                                                                     |
| I Don't Care Anymore                                                    | Dark Horse (Wiederveröffentlichung)                                        | 2014      | George Harrison                                                            | B-Seite der Single Dark Horse (1974)                                |
| I Don't Want To Do It                                                   | Let It Roll: Songs by George Harrison                                      | 2009      | Bob Dylan                                                                  |                                                                     |
| I Live For You                                                          | All Things Must Pass                                                       | 1970      | George Harrison                                                            |                                                                     |
| I Met Him on a Sunday (Ronde-Ronde)                                     | 50th Anniversary Collection – 1970                                         | 1970      | Beverly Lee, Doris Coley, Addie Harris, Shirley Owens (The Shirelles 1958) |                                                                     |
| I Really Love You                                                       | Gone Troppo                                                                | 1982      | Leroy Swearingen (The Stereos 1961)                                        |                                                                     |
| I Remember Jeep                                                         | All Things Must Pass                                                       | 1970      | George Harrison                                                            |                                                                     |
| I Want To Tell You Live                                                 | Live In Japan                                                              | 1992      | George Harrison (The Beatles 1966)                                         |                                                                     |
| I'd Have You Anytime                                                    | All Things Must Pass                                                       | 1970      | George Harrison, Bob Dylan                                                 |                                                                     |
| If I Needed Someone Live                                                | Live In Japan                                                              | 1992      | George Harrison (The Beatles 1965)                                         |                                                                     |
| If Not For You                                                          | All Things Must Pass                                                       | 1970      | Bob Dylan 1970                                                             |                                                                     |
| If You Believe Me                                                       | George Harrison                                                            | 1979      | George Harrison, Gary Wright                                               |                                                                     |
| If You Belonged to Me                                                   | Traveling Wilburys Vol. 3                                                  | 1990      | George Harrison, Jeff Lynne, Bob Dylan, Tom Petty, Roy Orbison             | feat. Traveling Wilburys                                            |
| In My Life                                                              |                                                                            | 1974      | John Lennon, Paul McCartney (The Beatles 1965)                             |                                                                     |
| In The First Place                                                      | Wonderwall Music (Wiederveröffentlichung)                                  | 2014      | Tony Ashton, Colin Manley                                                  | feat. The Remo Four                                                 |
| In The Park                                                             | Wonderwall Music                                                           | 1968      | George Harrison                                                            |                                                                     |
| Inside Out                                                              | Traveling Wilburys Vol. 3                                                  | 1990      | George Harrison, Jeff Lynne, Bob Dylan, Tom Petty, Roy Orbison             | feat. Traveling Wilburys                                            |
| Introduction Live                                                       | The Concert for Bangla Desh                                                | 1972      | George Harrison, Ravi Shankar                                              |                                                                     |
| Isn't It A Pity (Version 1)                                             | All Things Must Pass                                                       | 1970      | George Harrison                                                            |                                                                     |
| Isn't It A Pity (Version 2)                                             | All Things Must Pass                                                       | 1970      | George Harrison                                                            |                                                                     |
| It Don’t Come Easy Live                                                 | The Concert for Bangla Desh                                                | 1972      | Ringo Starr                                                                | feat. Ringo Starr                                                   |
| It Is “He” (Jai Sri Krishna)                                            | Dark Horse                                                                 | 1974      | George Harrison                                                            |                                                                     |
| It Takes a Lot to Laugh, It Takes a Train to Cry Live                   | The Concert for Bangla Desh                                                | 1972      | Bob Dylan                                                                  |                                                                     |
| It’s Johnny’s Birthday                                                  | All Things Must Pass                                                       | 1970      | Bill Martin, Phil Coulter (Cliff Richard 1968)                             |                                                                     |
| It’s What You Value                                                     | Thirty-Three & 1/3                                                         | 1976      | George Harrison                                                            |                                                                     |
| Jaya Jagadish Haré                                                      | Collaborations – Shankar Family & Friends                                  | 1974      | Ravi Shankar                                                               | feat. Ravi Shankar                                                  |
| Jumpin’ Jack Flash Live                                                 | The Concert for Bangla Desh                                                | 1972      | Mick Jagger, Keith Richards                                                | feat. Leon Russell                                                  |
| Just For Today                                                          | Cloud Nine                                                                 | 1987      | George Harrison                                                            |                                                                     |
| Just Like a Woman Live                                                  | The Concert for Bangla Desh                                                | 1972      | Bob Dylan                                                                  | feat. Bob Dylan                                                     |
| Kahān Gayelavā Shyām Saloné                                             | Collaborations – Shankar Family & Friends                                  | 1974      | Ravi Shankar                                                               | feat. Ravi Shankar                                                  |
| Kajri                                                                   | Collaborations – Ravi Shankar’s Music Festival from India                  | 1974      | Ravi Shankar                                                               | feat. Ravi Shankar                                                  |
| Khyal (Raga Kedara in Tala Teental) Live                                | Collaborations – Music Festival from India – Live at the Royal Albert Hall | 1974      | Ravi Shankar                                                               | feat. Ravi Shankar                                                  |
| Knockin’ on Heaven’s Door Live                                          | Bob Dylan: The 30th Anniversary Concert Celebration                        | 1993      | Bob Dylan                                                                  | feat. Bob Dylan, Roger McGuinn, Tom Petty, Neil Young, Eric Clapton |
| Krishna Krishna Bhajan (based on Raga Pancham-se-gara) Live             | Collaborations – Music Festival from India – Live at the Royal Albert Hall | 1974      | Ravi Shankar                                                               | feat. Ravi Shankar                                                  |
| Last Night                                                              | Traveling Wilburys Vol. 1                                                  | 1988      | George Harrison, Jeff Lynne, Bob Dylan, Tom Petty, Roy Orbison             | feat. Traveling Wilburys                                            |
| Lay His Head                                                            | Songs by George Harrison                                                   | 1988      | George Harrison                                                            | B-Seite der Single Got My Mind Set On You (1987)                    |
| Learning How To Love You                                                | Thirty-Three & 1/3                                                         | 1976      | George Harrison                                                            |                                                                     |
| Let It Be Me Demo                                                       | Early Takes: Volume 1                                                      | 2012      | Gilbert Bécaud, Pierre Leroyer, Manny Kurtz                                |                                                                     |
| Let It Down                                                             | All Things Must Pass                                                       | 1970      | George Harrison                                                            |                                                                     |
| Life Itself                                                             | Somewhere In England                                                       | 1981      | George Harrison                                                            |                                                                     |
| Like a Ship                                                             | Traveling Wilburys Vol. 1 (Wiederveröffentlichung)                         | 2007      | George Harrison, Jeff Lynne, Bob Dylan, Tom Petty, Roy Orbison             | feat. Traveling Wilburys                                            |
| Living In The Material World                                            | Living In The Material World                                               | 1973      | George Harrison                                                            |                                                                     |
| Looking For My Life                                                     | Brainwashed                                                                | 2002      | George Harrison                                                            |                                                                     |
| Love Comes To Everyone                                                  | George Harrison                                                            | 1979      | George Harrison                                                            |                                                                     |
| Love-Dance Ecstasy                                                      | Collaborations – Shankar Family & Friends                                  | 1974      | Ravi Shankar                                                               | feat. Ravi Shankar                                                  |
| Love Itself                                                             | Somewhere In England                                                       | 1981      | Somewhere In England                                                       |                                                                     |
| Love Minus Zero Live                                                    | The Concert for Bangla Desh                                                | 1972      | Bob Dylan                                                                  | feat. Bob Dylan                                                     |
| Love Scene                                                              | Wonderwall Music                                                           | 1968      | George Harrison                                                            |                                                                     |
| Love’s Got a Hold of Me                                                 | Dear Mr. Fantasy: The Jim Capaldi Story                                    | 2011      | Jim Capaldi                                                                | feat. Jim Capaldi                                                   |
| Lust (Rāga Chandrakauns)                                                | Collaborations – Shankar Family & Friends                                  | 1974      | Ravi Shankar                                                               | feat. Ravi Shankar                                                  |
| Mahaa Mrityunjaya                                                       | Collaborations – Chants of India                                           | 1997      | Ravi Shankar                                                               | feat. Ravi Shankar                                                  |
| Mama You’ve Been on My Mind Demo                                        | Early Takes: Volume 1                                                      | 2012      | Bob Dylan                                                                  |                                                                     |
| Mangalam                                                                | Collaborations – Chants of India                                           | 1997      | Ravi Shankar, Dr Nandakumara                                               | feat. Ravi Shankar                                                  |
| Margarita                                                               | Traveling Wilburys Vol. 1                                                  | 1988      | George Harrison, Jeff Lynne, Bob Dylan, Tom Petty, Roy Orbison             | feat. Traveling Wilburys                                            |
| Marwa Blues                                                             | Brainwashed                                                                | 2002      | George Harrison                                                            |                                                                     |
| Maxine                                                                  | Traveling Wilburys Vol. 1 (Wiederveröffentlichung)                         | 2007      | George Harrison, Jeff Lynne, Bob Dylan, Tom Petty, Roy Orbison             | feat. Traveling Wilburys                                            |
| Maya Love                                                               | Dark Horse                                                                 | 1974      | George Harrison                                                            |                                                                     |
| Microbes                                                                | Wonderwall Music                                                           | 1968      | George Harrison                                                            |                                                                     |
| Miss O'Dell                                                             | Living In The Material World (Wiederveröffentlichung)                      | 2014      | George Harrison                                                            | B-Seite der Single Give Me Love (Give Me Peace on Earth) (1973)     |
| Mo                                                                      | Mo’s Songs                                                                 | 1994      | George Harrison                                                            |                                                                     |
| Mr. Tambourine Man Live                                                 | The Concert for Bangla Desh                                                | 1972      | Bob Dylan                                                                  |                                                                     |
| Musicians Introduction Live                                             | Collaborations – Music Festival from India – Live at the Royal Albert Hall | 1974      | Ravi Shankar                                                               | feat. Ravi Shankar                                                  |
| My Back Pages Live                                                      | Bob Dylan: The 30th Anniversary Concert Celebration                        | 1993      | Bob Dylan 1964                                                             | feat. Bob Dylan, Roger McGuinn, Tom Petty, Neil Young, Eric Clapton |
| My Sweet Lord                                                           | All Things Must Pass                                                       | 1970      | George Harrison (The Chiffons 1962)                                        |                                                                     |
| Mystical One                                                            | Gone Troppo                                                                | 1982      | George Harrison                                                            |                                                                     |
| Naderdani                                                               | Collaborations – Ravi Shankar’s Music Festival from India                  | 1974      | Ravi Shankar                                                               | feat. Ravi Shankar                                                  |
| Never Get Over You                                                      | Brainwashed                                                                | 2002      | George Harrison                                                            |                                                                     |
| New Blue Moon                                                           | Traveling Wilburys Vol. 3                                                  | 1990      | George Harrison, Jeff Lynne, Bob Dylan, Tom Petty, Roy Orbison             | feat. Traveling Wilburys                                            |
| No Limit Live                                                           | The Concert for Bangla Desh                                                | 1972      | Bob Dylan                                                                  | feat. Bob Dylan                                                     |
| No Time Or Space                                                        | Electronic Sound                                                           | 1969      | George Harrison                                                            |                                                                     |
| Nobody’s Child                                                          | Traveling Wilburys Vol. 3                                                  | 1990      | Cy Coben, Mel Foree                                                        | feat. Traveling Wilburys                                            |
| Noom Live                                                               | Collaborations – Music Festival from India – Live at the Royal Albert Hall | 1974      | Ravi Shankar                                                               | feat. Ravi Shankar                                                  |
| Not Alone Any More                                                      | Traveling Wilburys Vol. 1                                                  | 1988      | George Harrison, Jeff Lynne, Bob Dylan, Tom Petty, Roy Orbison             | feat. Traveling Wilburys                                            |
| Not Guilty                                                              | George Harrison                                                            | 1979      | George Harrison                                                            |                                                                     |
| Old Brown Shoe Live                                                     | Live In Japan                                                              | 1992      | George Harrison (The Beatles 1969)                                         |                                                                     |
| Omkaaraaya Namaha                                                       | Collaborations – Chants of India                                           | 1997      | Ravi Shankar                                                               | feat. Ravi Shankar                                                  |
| On The Bed                                                              | Wonderwall Music                                                           | 1968      | George Harrison                                                            |                                                                     |
| Ooh Baby (You Know That I Love You)                                     | Extra Texture (Read All About It)                                          | 1975      | George Harrison                                                            |                                                                     |
| Out Of The Blue                                                         | All Things Must Pass                                                       | 1970      | George Harrison                                                            |                                                                     |
| Overture                                                                | Collaborations – Shankar Family & Friends                                  | 1974      | Ravi Shankar                                                               | feat. Ravi Shankar                                                  |
| P2 Vatican Blues (Last Saturday Night)                                  | Brainwashed                                                                | 2002      | George Harrison                                                            |                                                                     |
| Pallavi (Thani Avarthanam / Raga Bilahari in Tala Aditala) Live         | Collaborations – Music Festival from India – Live at the Royal Albert Hall | 1974      | Ravi Shankar                                                               | feat. Ravi Shankar                                                  |
| Party Seacombe                                                          | Wonderwall Music                                                           | 1968      | George Harrison                                                            |                                                                     |
| Peace & Hope (Rāga Bhatiyār)                                            | Collaborations – Shankar Family & Friends                                  | 1974      | Ravi Shankar                                                               | feat. Ravi Shankar                                                  |
| Piggies Live                                                            | Live In Japan                                                              | 1992      | George Harrison (The Beatles 1968)                                         |                                                                     |
| Pisces Fish                                                             | Brainwashed                                                                | 2002      | George Harrison                                                            |                                                                     |
| Plug Me In                                                              | All Things Must Pass                                                       | 1970      | George Harrison                                                            |                                                                     |
| Poor House                                                              | Traveling Wilburys Vol. 3                                                  | 1990      | George Harrison, Jeff Lynne, Bob Dylan, Tom Petty, Roy Orbison             | feat. Traveling Wilburys                                            |
| Poor Little Girl                                                        | Best Of Dark Horse 1976–1989                                               | 1989      | George Harrison                                                            |                                                                     |
| Poornamadah                                                             | Collaborations – Chants of India                                           | 1997      | Ravi Shankar                                                               | feat. Ravi Shankar                                                  |
| Prabhujee                                                               | Collaborations – Chants of India                                           | 1997      | Ravi Shankar                                                               | feat. Ravi Shankar                                                  |
| Pure Smokey                                                             | Thirty-Three & 1/3                                                         | 1976      | George Harrison                                                            |                                                                     |
| Raga Jait                                                               | Collaborations – Ravi Shankar’s Music Festival from India                  | 1974      | Ravi Shankar                                                               | feat. Ravi Shankar                                                  |
| Raga Mala (Garland of Ragas, based on Raga Khamaj in Tala Teental) Live | Collaborations – Music Festival from India – Live at the Royal Albert Hall | 1974      | Ravi Shankar                                                               | feat. Ravi Shankar                                                  |
| Rattled                                                                 | Traveling Wilburys Vol. 1                                                  | 1988      | George Harrison, Jeff Lynne, Bob Dylan, Tom Petty, Roy Orbison             | feat. Traveling Wilburys                                            |
| Red Lady Too                                                            | Wonderwall Music                                                           | 1968      | George Harrison                                                            |                                                                     |
| Ride Rajbun                                                             | The Bunbury Tails Soundtrack                                               | 1988      | George Harrison                                                            |                                                                     |
| Rising Sun                                                              | Brainwashed                                                                | 2002      | George Harrison                                                            |                                                                     |
| Rocking Chair In Hawaii                                                 | Brainwashed                                                                | 2002      | George Harrison                                                            |                                                                     |
| Roll Over Beethoven Live                                                | Live In Japan                                                              | 1992      | Chuck Berry 1956                                                           |                                                                     |
| Run Of The Mill                                                         | All Things Must Pass                                                       | 1970      | George Harrison                                                            |                                                                     |
| Run So Far                                                              | Brainwashed                                                                | 2002      | George Harrison (Eric Clapton 1989)                                        |                                                                     |
| Runaway                                                                 | Traveling Wilburys Vol. 3                                                  | 1990      | Max Crook, Del Shannon                                                     | feat. Traveling Wilburys                                            |
| Sahanaa Vavavtu                                                         | Collaborations – Chants of India                                           | 1997      | Ravi Shankar                                                               | feat. Ravi Shankar                                                  |
| Sarve Shaam                                                             | Collaborations – Chants of India                                           | 1997      | Ravi Shankar                                                               | feat. Ravi Shankar                                                  |
| Sat Singing                                                             | Somewhere In England                                                       | 1981      | George Harrison                                                            |                                                                     |
| Save The World                                                          | Somewhere In England                                                       | 1981      | George Harrison                                                            |                                                                     |
| See Yourself                                                            | Thirty-Three & 1/3                                                         | 1976      | George Harrison                                                            |                                                                     |
| Shanghai Surprise                                                       | Cloud Nine (Wiederveröffentlichung)                                        | 2004      | George Harrison                                                            | feat. Vicki Brown                                                   |
| She’s My Baby                                                           | Traveling Wilburys Vol. 3                                                  | 1990      | George Harrison, Jeff Lynne, Bob Dylan, Tom Petty, Roy Orbison             | feat. Traveling Wilburys                                            |
| Simply Shady                                                            | Dark Horse                                                                 | 1974      | George Harrison                                                            |                                                                     |
| Singing Om                                                              | Wonderwall Music                                                           | 1968      | George Harrison                                                            |                                                                     |
| Ski-ing                                                                 | Wonderwall Music                                                           | 1968      | George Harrison                                                            |                                                                     |
| So Sad                                                                  | Dark Horse                                                                 | 1974      | George Harrison (Alvin Lee & Mylon Le Fevre 1973)                          |                                                                     |
| Soft-Hearted Hana                                                       | George Harrison                                                            | 1979      | George Harrison                                                            |                                                                     |
| Soft Touch                                                              | George Harrison                                                            | 1979      | George Harrison                                                            |                                                                     |
| Someplace Else                                                          | Cloud Nine                                                                 | 1987      | George Harrison                                                            |                                                                     |
| Something Live                                                          | The Concert for Bangla Desh                                                | 1972      | George Harrison (The Beatles 1969)                                         |                                                                     |
| Sour Milk Sea                                                           | All Things Must Pass (50th Anniversary)                                    |           | George Harrison (The Beatles 1968)                                         |                                                                     |
| Stuck Inside A Cloud                                                    | Brainwashed                                                                | 2002      | George Harrison                                                            |                                                                     |
| Sue Me, Sue Your Blues                                                  | Living In The Material World                                               | 1973      | George Harrison (Jesse „Ed“ Davis 1972)                                    |                                                                     |
| Supané Mé Āyé Preetam Sainyā                                            | Collaborations – Shankar Family & Friends                                  | 1974      | Ravi Shankar                                                               | feat. Ravi Shankar                                                  |
| Svara Mantra                                                            | Collaborations – Chants of India                                           | 1997      | Ravi Shankar                                                               | feat. Ravi Shankar                                                  |
| Tabla And Pakavaj                                                       | Wonderwall Music                                                           | 1968      | George Harrison                                                            |                                                                     |
| Tana Mana                                                               | Tana Mana                                                                  | 1987      | Ravi Shankar                                                               | feat. The Ravi Shankar Project                                      |
| Tappa (Raga Khamaj) Live                                                | Collaborations – Music Festival from India – Live at the Royal Albert Hall | 1974      | Ravi Shankar                                                               | feat. Ravi Shankar                                                  |
| Tarana                                                                  | Collaborations – Ravi Shankar’s Music Festival from India                  | 1974      | Ravi Shankar                                                               | feat. Ravi Shankar                                                  |
| Tarana (Raga Kirwani) Live                                              | Collaborations – Music Festival from India – Live at the Royal Albert Hall | 1974      | Ravi Shankar                                                               | feat. Ravi Shankar                                                  |
| Tarana (Raga Kirwani in Tala Ektal) Live                                | Collaborations – Music Festival from India – Live at the Royal Albert Hall | 1974      | Ravi Shankar                                                               | feat. Ravi Shankar                                                  |
| Taxman Live                                                             | Live In Japan                                                              | 1992      | George Harrison (The Beatles 1966)                                         |                                                                     |
| Teardrops                                                               | Somewhere In England                                                       | 1981      | George Harrison                                                            |                                                                     |
| Tears Of The World                                                      | Songs by George Harrison 2 Thirty-Three & 1/3 (Wiederveröffentlichung)     | 1992 2004 | George Harrison                                                            |                                                                     |
| Thanks For The Pepperoni                                                | All Things Must Pass                                                       | 1970      | George Harrison                                                            |                                                                     |
| That Is All                                                             | Living In The Material World                                               | 1973      | George Harrison                                                            |                                                                     |
| That Kind of Woman                                                      | Still Got the Blues                                                        | 1990      | George Harrison                                                            | feat. Gary Moore                                                    |
| That Which I Have Lost                                                  | Somewhere In England                                                       | 1981      | George Harrison                                                            |                                                                     |
| That’s the Way God Planned It Live                                      | The Concert for Bangla Desh                                                | 1972      | Billy Preston                                                              | feat. Billy Preston                                                 |
| That’s The Way It Goes                                                  | Gone Troppo                                                                | 1982      | George Harrison                                                            |                                                                     |
| That’s What It Takes                                                    | Cloud Nine                                                                 | 1987      | George Harrison, Jeff Lynne, Gary Wright                                   |                                                                     |
| The Answer’s At The End                                                 | Extra Texture (Read All About It)                                          | 1975      | George Harrison                                                            |                                                                     |
| The Ballad Of Sir Frankie Crisp (Let It Roll)                           | All Things Must Pass                                                       | 1970      | George Harrison                                                            |                                                                     |
| The Day The World Gets 'Round                                           | Living In The Material World                                               | 1973      | George Harrison                                                            |                                                                     |
| The Devil’s Been Busy                                                   | Traveling Wilburys Vol. 3                                                  | 1990      | George Harrison, Jeff Lynne, Bob Dylan, Tom Petty, Roy Orbison             | feat. Traveling Wilburys                                            |
| The Inner Light (Alternate Take Instrumental)                           | Wonderwall Music (Wiederveröffentlichung)                                  | 2014      | George Harrison                                                            | B-Seite der Single Lady Madonna (1968)                              |
| The Light That Has Lighted The World                                    | Living In The Material World                                               | 1973      | George Harrison                                                            |                                                                     |
| The Lord Loves The One (That Loves The Lord)                            | Living In The Material World                                               | 1973      | George Harrison                                                            |                                                                     |
| Think for Yourself                                                      | Best Of Dark Horse 1976–1989                                               | 1965      | George Harrison                                                            | feat. The Beatles                                                   |
| This Guitar (Can't Keep From Crying)                                    | Extra Texture (Read All About It)                                          | 1975      | George Harrison                                                            |                                                                     |
| This Is Love                                                            | Cloud Nine                                                                 | 1987      | George Harrison, Jeff Lynne                                                |                                                                     |
| This Song                                                               | Thirty-Three & 1/3                                                         | 1976      | George Harrison                                                            |                                                                     |
| Thumri (Mishra Piloo in Tala Jat) Live                                  | Collaborations – Music Festival from India – Live at the Royal Albert Hall | 1974      | Ravi Shankar                                                               | feat. Ravi Shankar                                                  |
| Time Passes Slowly #1                                                   | The Bootleg Series Vol. 10 – Another Self Portrait (1969–1971)             | 1971      | Bob Dylan                                                                  | feat. Bob Dylan                                                     |
| Tired Of Midnight Blue                                                  | Extra Texture (Read All About It)                                          | 1975      | George Harrison                                                            |                                                                     |
| Too                                                                     |                                                                            | 1968      | George Harrison                                                            |                                                                     |
| Toom Jor (Raga Abhogi) Live                                             | Collaborations – Music Festival from India – Live at the Royal Albert Hall | 1974      | Ravi Shankar                                                               | feat. Ravi Shankar                                                  |
| True Love                                                               | Thirty-Three & 1/3                                                         | 1976      | Cole Porter (Bing Crosby and Grace Kelly 1956)                             |                                                                     |
| Try Some Buy Some                                                       | Living In The Material World                                               | 1973      | George Harrison (Ronnie Spector 1971)                                      |                                                                     |
| Tweeter and the Monkey Man                                              | Traveling Wilburys Vol. 1                                                  | 1988      | George Harrison, Jeff Lynne, Bob Dylan, Tom Petty, Roy Orbison             | feat. Traveling Wilburys                                            |
| Unconsciousness Rules                                                   | Somewhere In England                                                       | 1981      | George Harrison                                                            |                                                                     |
| Under The Mersey Wall                                                   | Electronic Sound                                                           | 1969      | George Harrison                                                            |                                                                     |
| Unknown Delight                                                         | Gone Troppo                                                                | 1997      | George Harrison                                                            |                                                                     |
| Vandana                                                                 | Collaborations – Ravi Shankar’s Music Festival from India                  | 1974      | Ravi Shankar                                                               | feat. Ravi Shankar                                                  |
| Vandanaa Trayee                                                         | Collaborations – Chants of India                                           | 1997      | Ravi Shankar                                                               | feat. Ravi Shankar                                                  |
| Vedic Chanting One                                                      | Collaborations – Chants of India                                           | 1997      | Ravi Shankar                                                               | feat. Ravi Shankar                                                  |
| Vedic Chanting Two                                                      | Collaborations – Chants of India                                           | 1997      | Ravi Shankar                                                               | feat. Ravi Shankar                                                  |
| Veenaa-Murali                                                           | Collaborations – Chants of India                                           | 1997      | Ravi Shankar                                                               | feat. Ravi Shankar                                                  |
| Vilambit Gat, Drut Gat and Jhala (Raga Yaman Kalyan) Live               | Collaborations – Music Festival from India – Live at the Royal Albert Hall | 1974      | Ravi Shankar                                                               | feat. Ravi Shankar                                                  |
| Wah-Wah                                                                 | All Things Must Pass                                                       | 1970      | George Harrison                                                            |                                                                     |
| Wake Up My Love                                                         | Gone Troppo                                                                | 1982      | George Harrison                                                            |                                                                     |
| Wedding Bells (Are Breaking up That Old Gang of Mine)                   | All Things Must Pass (50th Anniversary)                                    |           | Sammy Fain, Irving Kahal, Willie Raskin                                    |                                                                     |
| What Is Life                                                            | All Things Must Pass                                                       | 1970      | George Harrison                                                            |                                                                     |
| When We Was Fab                                                         | Cloud Nine                                                                 | 1987      | George Harrison, Jeff Lynne                                                |                                                                     |
| Where Were You Last Night?                                              | Traveling Wilburys Vol. 3                                                  | 1990      | George Harrison, Jeff Lynne, Bob Dylan, Tom Petty, Roy Orbison             | feat. Traveling Wilburys                                            |
| While My Guitar Gently Weeps Live                                       | The Concert for Bangla Desh                                                | 1972      | George Harrison (The Beatles 1968)                                         |                                                                     |
| Who Can See It                                                          | Living In The Material World                                               | 1973      | George Harrison                                                            |                                                                     |
| Wilbury Twist                                                           | Traveling Wilburys Vol. 3                                                  | 1990      | George Harrison, Jeff Lynne, Bob Dylan, Tom Petty, Roy Orbison             | feat. Traveling Wilburys                                            |
| With a Little Help from My Friends Live                                 | Recorded Highlights of the Prince’s Trust Concert 1987                     | 1987      | John Lennon, Paul McCartney                                                |                                                                     |
| Woman Don't You Cry For Me                                              | Thirty-Three & 1/3                                                         | 1976      | George Harrison                                                            |                                                                     |
| Wonderwall To Be Here                                                   | Wonderwall Music                                                           | 1968      | George Harrison                                                            |                                                                     |
| World Of Stone                                                          | Extra Texture (Read All About It)                                          | 1975      | George Harrison                                                            |                                                                     |
| Wreck Of The Hesperus                                                   | Cloud Nine                                                                 | 1987      | George Harrison                                                            |                                                                     |
| Writing’s On The Wall                                                   | Somewhere In England                                                       | 1981      | George Harrison                                                            |                                                                     |
| You                                                                     | Extra Texture (Read All About It)                                          | 1975      | George Harrison                                                            |                                                                     |
| Young Blood Live                                                        | The Concert for Bangla Desh                                                | 1972      | Jerry Leiber, Mike Stoller, Doc Pomus                                      | feat. Leon Russell                                                  |
| Your Love Is Forever                                                    | George Harrison                                                            | 1979      | George Harrison                                                            |                                                                     |
| You Took My Breath Away                                                 | Traveling Wilburys Vol. 3                                                  | 1990      | George Harrison, Jeff Lynne, Bob Dylan, Tom Petty, Roy Orbison             | feat. Traveling Wilburys                                            |
| Your True Love                                                          | Blue Suede Shoes – A Rockabilly Session                                    | 1985      | Carl Perkins 1956                                                          | feat. Carl Perkins, Dave Edmunds                                    |
| Zig Zag                                                                 | Cloud Nine (Wiederveröffentlichung)                                        | 2004      | George Harrison, Jeff Lynne                                                | B-Seite der Single When We Was Fab (1988)                           |